# Manon (artiste)
Pour les articles homonymes, voir Manon.
Manon, alias Rosemarie Küng, née le 26 juin 1946 à Berne, est une performeuse féministe suisse. 
Elle est lauréate du Grand Prix suisse d'art en 2008. Elle est essentiellement connue pour son travail de performance, d'installation et de photographie. 

## Biographie
Elle est née à Berne en 1946 d'une mère mannequin et d'un père économiste. Elle grandit à Saint-Gall, et déménage à quinze ans dans un hôtel et étudie à l'école d'art de Saint-Gall puis à Haute École d'art de Zurich. Elle rencontre l'artiste Sonja Sekula dans une clinique psychiatrique. Elles habiteront plus tard ensemble pendant quelques mois à Zürich. 
Dans les années 1960 elle fréquente une école d'art dramatique et travaille comme mannequin dans des publicités de Jelmoli, Kent, Krause Senn, Playtex, Tuch AG et Helena Rubinstein.  
En tant qu'artiste elle interroge les identités de genre bien avant que ce sujet ne devienne un sujet majeur des sciences sociales. En ce sens elle est considérée  comme une pionnière dans le genre. Elle atteint la célébrité en 1974 avec The Salmon Pink Boudoir. Elle interroge aussi la normalisation sociétale des identités sexuées avec ses séries Women with shaved head (Femmes au crâne rasé) en 1978 et Ball of Loneliness (Bal de la solitude) en 1980.

## Prix
- 2008 - Prix Meret Oppenheim/Grand Prix suisse d'art[6]

- 2013 - Prix de la culture de Saint-Gall[7]